# دی‌جی ما را عاشق کن
دی جی ما را عاشق کن (به انگلیسی:Dj Got Us Fallin in Love) آهنگی از خوانندهٔ آر اند بی آمریکایی، آشر می‌باشد که با حضور رپر کوبایی-آمریکایی ساکن میامی، پیت بول همراه شده‌است. این آهنگ در ۲۵ جون ۲۰۱۰ توسط ماراتون رکوردز، کانوی رکوردینگ استودیوس، آل برناس کریپ، لافیس رکوردز و جیوه رکوردز پخش و منتشر شد و در بیش از ۱۵ کشور جهان جزو ده آهنگ برتر قرار گرفت.
سبک این آهنگ یوروپاپ و الکترو دنس می‌باشد. این آهنگ اولین آهنگ از اولین آلبوم چند آهنگه ی آشر، مقابله است. ترانه سراهای این آهنگ مکس مارتین، شل بک، ساوان کوتچا و پیت بول می‌باشند. 